# Willem Moll

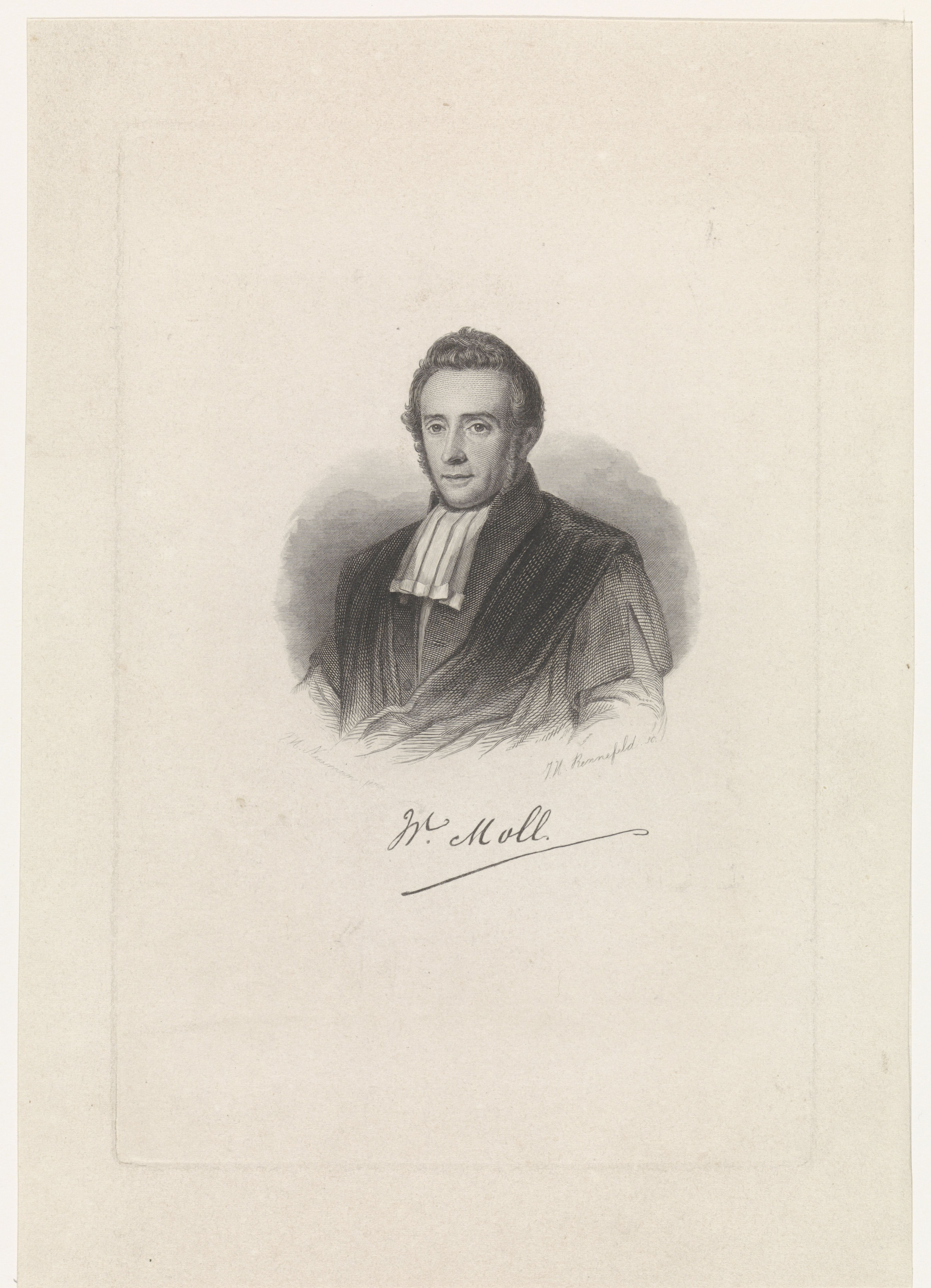
Willem Moll

Willem Moll, född den 28 februari 1812 i Dordrecht, död den 16 augusti 1879 i Amsterdam var en nederländsk kyrkohistoriker.
Moll, som från 1846 var professor vid Athenæum illustre, skildrade det kristna kyrkliga livets äldsta historia i Geschiedenis van het kerkelijke leven der christenen gedurende de zes eerste eeuwen (1844–46; 2:a upplagan 1855–57) och Nederländernas kyrkohistoria före reformationen i det monumentala Kerkgeschiedenis van Nederland voor de hervorming (6 band, 1864–71).